# Дарбу, Жан Гастон
Жа́н Гасто́н Дарбу́ (фр. Jean Gaston Darboux; 14 августа 1842, Ним, Лангедок-Руссильон — 23 февраля 1917, Париж) — французский математик.
Известен благодаря своим результатам в математическом анализе (теория интегрирования, дифференциальные уравнения в частных производных) и дифференциальной геометрии.
Дарбу был биографом Анри Пуанкаре и соиздателем при публикации работ Фурье и Лагранжа.
Член Парижской академии наук (1884), иностранный член Лондонского королевского общества (1902), иностранный член-корреспондент Петербургской академии наук (1895).

## Биография
Учился в Политехнической школе и Высшей Нормальной школе в Париже. Одним из его учителей был Мишель Шаль. В 1873 году получил звание профессора в Сорбонне, ассистировал Лиувиллю.
Получил гран-при Французской Академии наук в 1876 году. Был удостоен медали Сильвестра от Королевского общества в 1916 году.